# Fruitière
Ne doit pas être confondu avec Fruitier ou arbre fruitier.

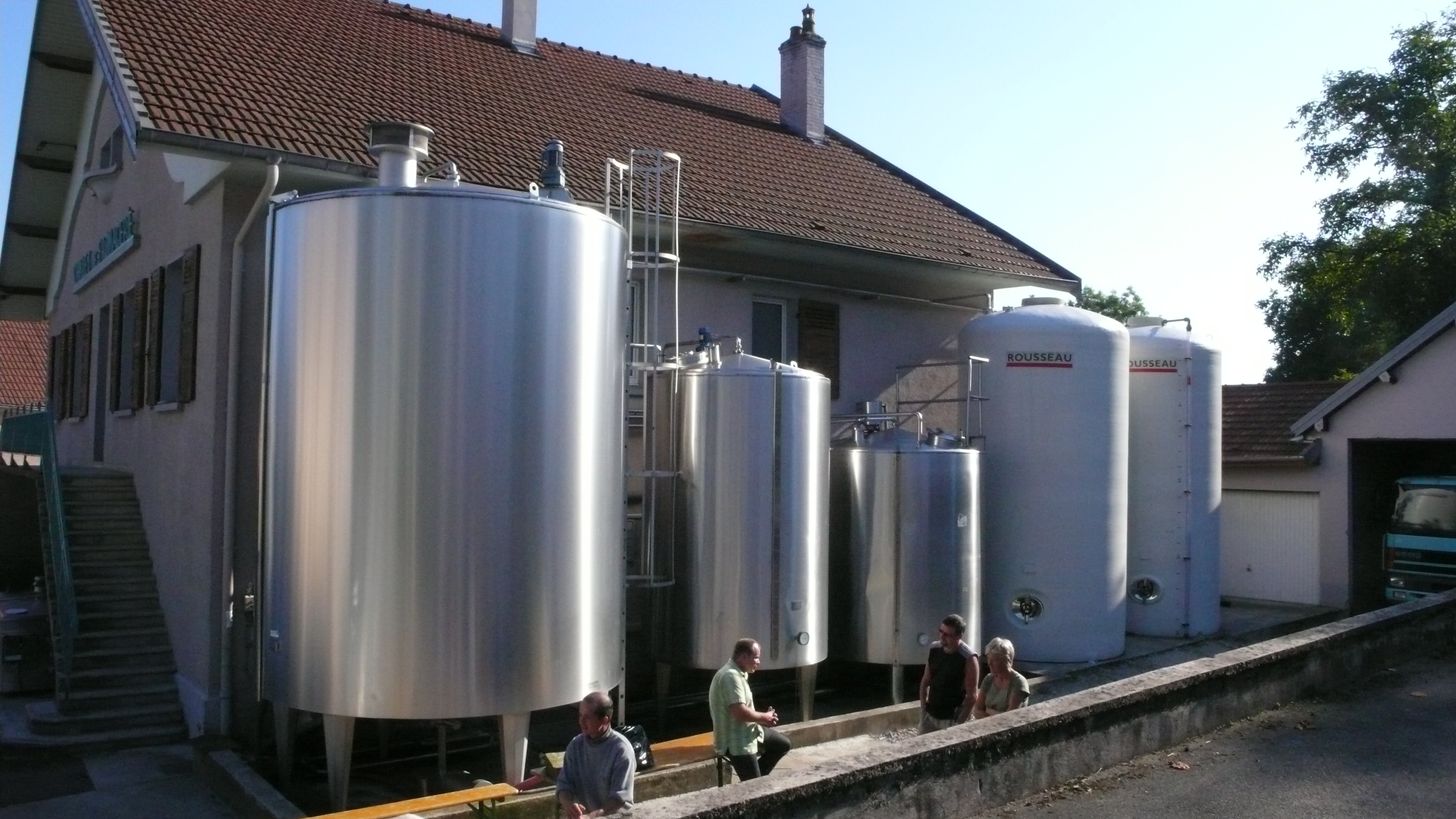
Une fruitière, avec ses réservoirs à lait.

Une fruitière est une fromagerie traditionnelle de montagne où est transformé du lait cru en fromage. Cette appellation est d'usage dans les massifs du Jura et des Alpes, tant en France qu'en Suisse. Les agriculteurs locaux mettent en commun le lait de leurs troupeaux dans un lieu de transformation mutualisé, souvent une petite coopérative, pour produire un fromage laitier de grande taille. Les fruitières peuvent également être des fruitières vinicoles, comme c'est le cas à Arbois, Pupillin et Voiteur. C'est l'appellation jurassienne de la cave coopérative. 

## Étymologie
L'origine du terme de fruitière (froutir en dialecte burgondan), utilisé dans l'aire arpitane, est sujette à controverse : le mot « fruit » : il peut s'agir du « fruit du travail » ou « fruit de la vente » ; en bas latin, fructus désignait le « fruit de la terre ». L'étymologie mettrait alors l'accent sur l'organisation coopérative de la production. L'existence de fruitières vinicoles plaide en ce sens. Mais en Suisse romande (donc arpitane), fruit a le sens de laitage (freit, en dialecte fribourgeois signifie « fromage », de même étymologie : fro ou frit étaient des noms de la caséine). L'étymologie serait alors liée au produit lui-même. 

## Histoire
Les premières fruitières sont apparues dans les monts du Jura au XIIIe siècle. Les fruitières se multiplient à partir du XVIIIe siècle. On les retrouve en Savoie aux alentours de 1800. Initialement, l'organisation de ces fromageries est rudimentaire. Puis elles se structurent pour atteindre un grand degré d'efficacité.  
Afin de réorganiser la filière laitière dans les Pyrénées, Auguste Calvet s'inspire de ce qui se passe dans le Jura. C'est pourquoi il travaille à la mise en place de fruitières sur ce territoire entre 1870 et 1875. Cependant, il n'en existe plus aujourd’hui dans cette zone, la dernière ayant cessé son activité en 1954.  
La première apparition connue du terme fruitière concerne la fructerie de Poligny, cédée dans un acte de vente de 1263. On trouve à Déservillers en Franche-Comté, une fruitière qui date de 1273 et qui s'enorgueillit d'être la plus ancienne au monde.
À l'origine, la fruitière représentait un lieu de stockage du lait riche et produit en quantité durant les mois d'été, sous forme de grosses meules de fromages à pâte pressée et cuite. La transformation permettait la consommation des fromages durant les mois d'hiver. D'ailleurs, il est toujours d'usage de parler de « fromage de garde » à propos de ces meules dont la saveur se bonifie avec le temps.   
Les éleveurs ne produisaient souvent pas assez de lait (et cela reste souvent le cas) pour fabriquer une meule entière. De fait, ils se regroupaient pour mettre en commun leur production, sous forme d'une association à dimension coopérative. Les fermes laitières se situaient (et se situent toujours) dans une zone géographique réduite autour de l'atelier. La distance n'excède pas 25 km.    
La fabrication des fromages avait lieu dans une des maisons des associés, ou dans un local dédié auquel on donnait le nom de « chalet » dans le Jura. Le local unique et spécialisé avait l'avantage de réduire les risques de feu de cheminée, qui auraient été accrus si la cuisson du fromage avait été disséminée dans chaque ferme.     
La fabrication des fromages était déléguée à un « maître fruitier » payé avec un gage fixe ou aux pièces produites par la communauté.      
Généralement rattaché à la fruitière, un élevage de porcs permettait la valorisation du lactosérum, coproduit de la coagulation du lait, pour l'alimentation du bétail.    
La fruitière représentait enfin un lieu de convivialité et de rencontres pour les paysans, souvent isolés du fait des reliefs montagneux. Dans de nombreux villages jurassiens, les affiches et placards figurent sur les murs de la fruitière, ce qui témoigne de son importance symbolique pour la vie communale.   
Cette organisation originale, ancrée dans les terroirs, s'est renforcée et structurée, aujourd'hui, grâce aux filières AOP et à l'attachement des ateliers à la fabrication traditionnelle à base de lait cru.  
Aujourd'hui, les fruitières sont répandues dans le Jura où l'on fabrique en particulier du comté, en Savoie tournées vers la production de beaufort. Ces zones sont aussi productrices de gruyère.   

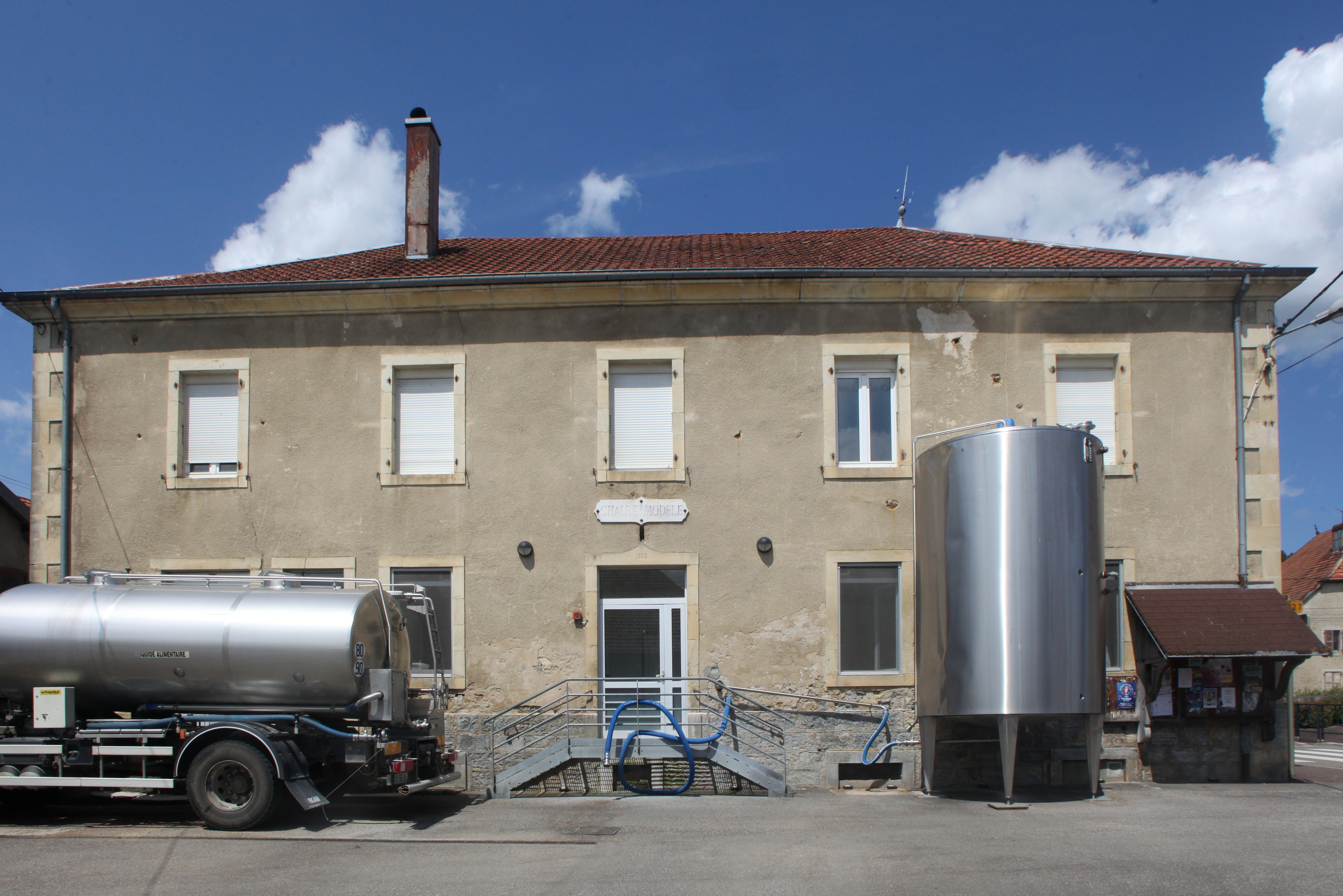
Évillers (Doubs)
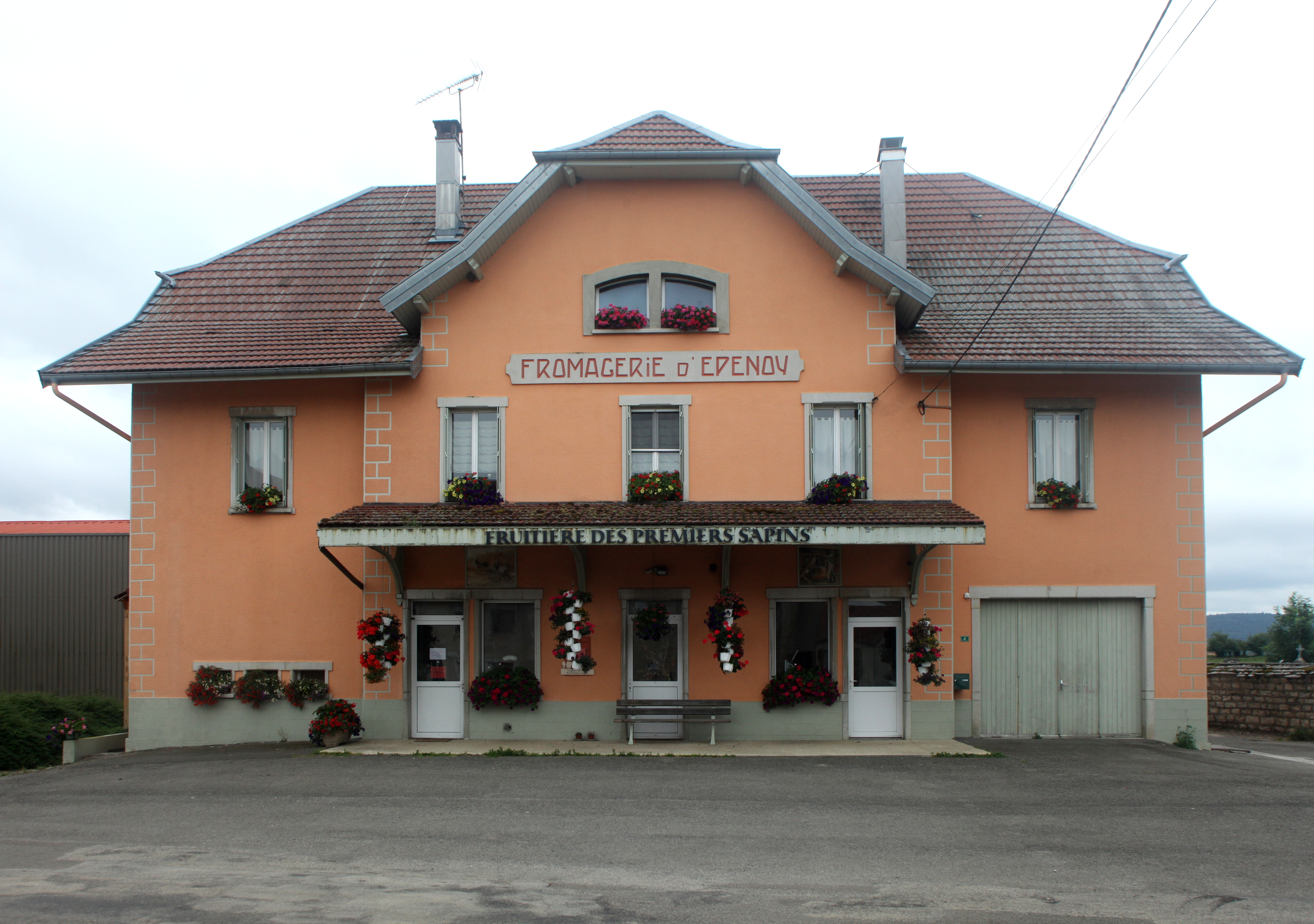
Épenoy (Doubs)
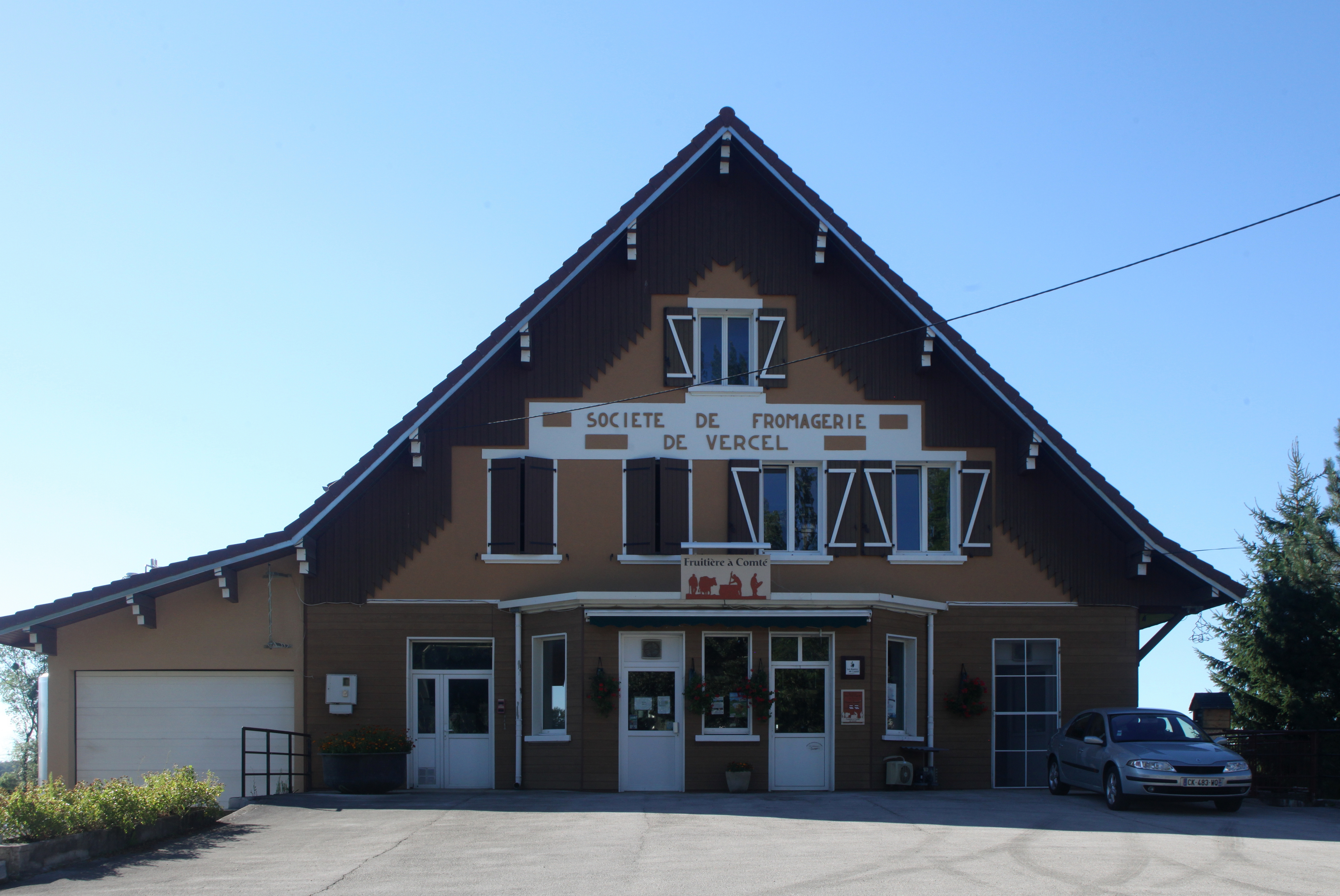
Vercel (Doubs)
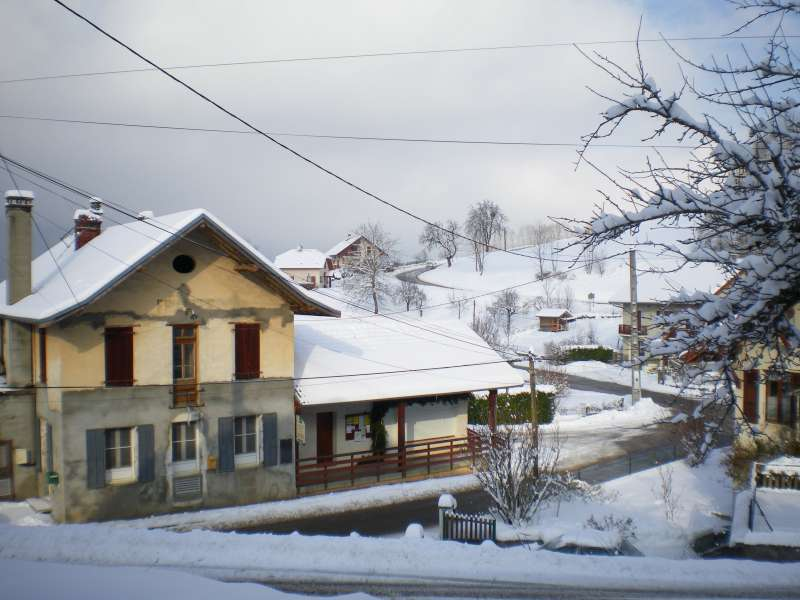
Saint-Eustache (Haute-Savoie)
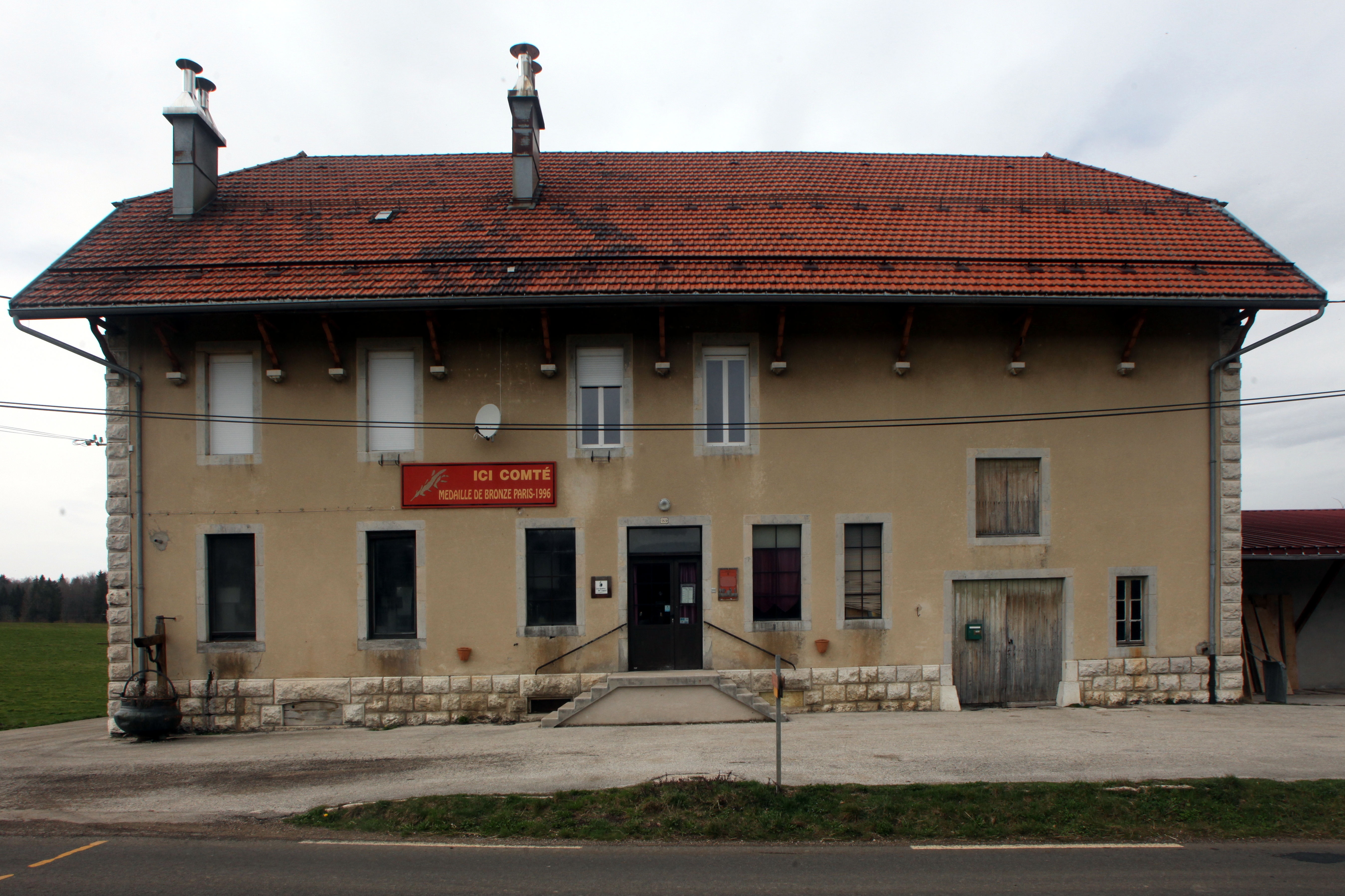
Lac-des-Rouges-Truites (Jura)
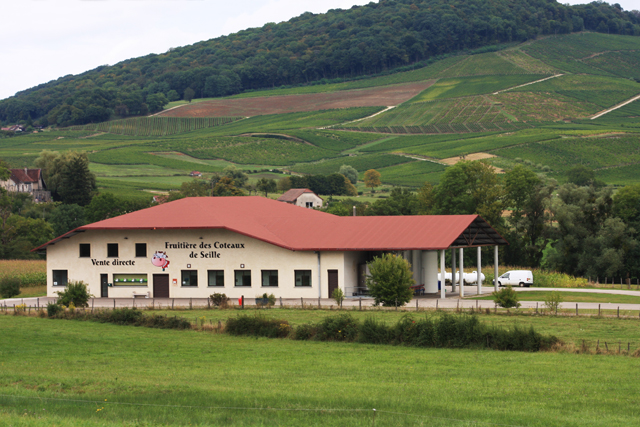
Lavigny (Jura)

## Fonctionnement

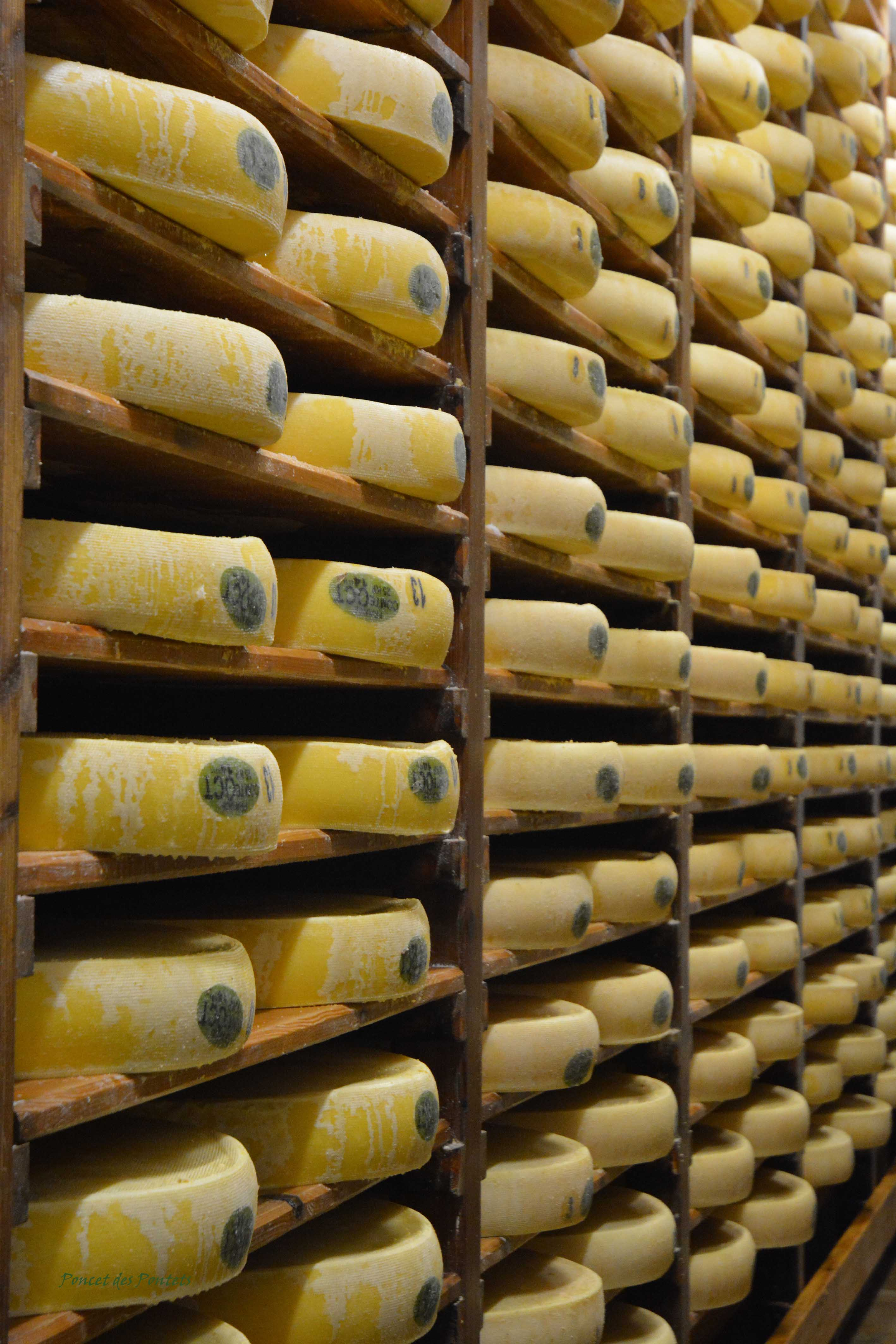
La nouvelle fruitière - Les Pontets (Jura)

Usuellement, les agriculteurs adoptent, pour leur fromagerie commune, la forme juridique de la coopérative agricole. Très actives aujourd’hui, elles apportent aux éleveurs une valorisation du lait bien supérieure à celle obtenue par les circuits longs orchestrés par les grands groupes de l'industrie laitières (Lactalis, Groupe Savencia, etc.).  
Typiquement, dans l'AOC du comté (Ain, Doubs, Jura, etc.), le lait arrive le matin, il provient des fermes avoisinantes, seules les vaches montbéliardes et de simmental française peuvent donner leur lait. La cuve est en cuivre et contient 3 000 litres de lait, il faut environ 500 litres de lait pour faire une meule de 40 kg de comté. Le lait est chauffé à 54 °C pendant 30 minutes, le fromager ajoute de la présure afin que le lait se transforme en caillé.  Le caillé est extrait et déversé dans des moules. Le pressage va être exercé avec une force de 20 kg pendant 1 heure avant d'être démoulé. Le fromage sera gardé sur un rayonnage en planches d’épicéa pendant 4 à 18 mois à une température de 10 °C.

## Citations
Dans Les Misérables de Victor Hugo, Tome I, Chapitre IV, Détails sur les fromageries de Pontarlier :
"-(...) Ils ont dans le pays de Pontarlier, où vous allez, M. Valjean, une industrie toute patriarcale et toute charmante, ma sœur. Ce sont leurs fromageries qu'ils appellent fruitières''.
''Alors mon frère, tout en faisant manger cet homme, lui a expliqué très en détail ce que c'était que les fruitières de Pontarlier ; –  qu'on en distinguait deux sortes : –  les grosses granges, qui sont aux riches, et où il y a quarante ou cinquante vaches, lesquelles produisent sept à huit milliers de fromages par été ; les fruitières d'association (104), qui sont aux pauvres ; ce sont les paysans de la moyenne montagne qui mettent leurs vaches en commun et partagent les produits. – Ils prennent à leurs gages un fromager qu'ils appellent le grurin ; – le grurin reçoit le lait des associés trois fois par jour et marque les quantités sur une taille double ; – c'est vers la fin d'avril que le travail des fromageries commence ; c'est vers la mi-juin que les fromagers conduisent leurs vaches dans la montagne''.